# Liste des films soviétiques sortis en 1946
Cet article présente une liste des films produits en Union soviétique et sortis en 1946.
Les titres en français sont en grande majorité des traductions et non les titres attribués par les distributeurs dans les pays francophones.
Pour le classement annuel, la liste des titres a été établie en se basant sur les répertoires des pages Wikipédia en russe documentées par Longs métrages soviétiques. Catalogue annoté complétées par les listes des sites «kino-teatr» et «kinopoisk» d'où le nombre important de films que l'on trouve dans les références.
Pour les titres où l'on manque de précisions, seule l'année est indiquée : année de réalisation, année de sortie ou les deux ?. Bien que cela puisse paraître superflu, 19.. est inscrit pour chacun de ces titres pour montrer que la vérification a été faite.
On remarque que, la plupart du temps, il n'y a pas de première pour les courts métrages ainsi que pour les dessins animés et les documentaires de courte durée.

## 1946
| Titre                                                               | Titre original                            | Date de sortie    | Réalisateur                                                                      |
| ------------------------------------------------------------------- | ----------------------------------------- | ----------------- | -------------------------------------------------------------------------------- |
| Les Chansons d'Abaïa                                                | ru:Песни Абая                             | 20 janvier 1946   | Iefim Iefimovitch Aron (ru) et Grigori Rochal                                    |
| Chanson de joie                                                     | ru:Песенка радости                        | 1946              | Mstislav Sergueïevitch Pachtchenko (ru)                                          |
| Les Chants d’Abaï                                                   | Песни Абая                                | 20 janvier 1946   | Efim Aron, Grigori Rochal                                                        |
| Clairière tranquille                                                | ru:Тихая поляна                           | 1946              | Boris Petrovitch Diojkine (ru) et Guennadi Flegontovitch Filippov (ru)           |
| Croc-Blanc                                                          | Белый Клык                                | 11 septembre 1946 | Alexandre Zgouridi                                                               |
| Dans les eaux lointaines ou Sur un long voyage                      | В дальнем плавании                        | 17 avril 1946     | Vladimir Braun                                                                   |
| Dans les montagnes de Yougoslavie                                   | В горах Югославии                         | 31 octobre 1946   | Abram Room                                                                       |
| David Gouramichvili                                                 | ru:Давид Гурамишвили (фильм)              | 15 juillet 1946   | Nikolaï Konstantinovitch Sanichvili (ru) et Iossif Mikhaïlovitch Toumanov (ru)   |
| Eléphant et corde                                                   | ru:Слон и верёвочка                       | 8 janvier 1946    | Ilia Frez                                                                        |
| Les Fils                                                            | Сыновья                                   | 31 mai 1946       | Alexandre Ivanov                                                                 |
| Fils du régiment ou Vania l'orphelin                                | Сын полка                                 | 16 octobre 1946   | Vassili Pronine                                                                  |
| La Fleur de pierre                                                  | Каменный цветок                           | 28 avril 1946     | Alexandre Ptouchko                                                               |
| Histoire d’une ligne                                                | История одной линии                       | 1946              | Mikhaïl Kaufman                                                                  |
| Iablotchko (Autres traductions : pomme, bulle, transferts optiques) | ru:Яблочко (фильм)                        | 1946              | David Vladimirovitch Achkenazi (ru) et Vladimir Semionovitch Niki(t)tchenko (ru) |
| L'Ile sans nom                                                      | ru:Остров Безымянный                      | 22 décembre 1946  | Mikhaïl Vassilievitch Egorov et Adolf Solomonovitch Bergounker (ru)              |
| Le Lent Voyageur du ciel                                            | Небесный тихоход                          | 1er avril 1946    | Semion Timochenko                                                                |
| La Libération de la terre                                           | Освобожденная земля                       | 2 juillet 1946    | Alexandre Medvedkine                                                             |
| Limace céleste                                                      | ru:Небесный тихоход                       | 1er avril 1946    | Semion Alekseïevitch Timochenko                                                  |
| La Lumière polaire                                                  | Полярное сияние                           | 1946              | Pavel Klouchantsev                                                               |
| Mélodies du printemps (dessin animé)                                | ru:Весенние Мелодии (мультфильм)          | 1946              | Dmitri Naoumovitch Babitchenko (ru)                                              |
| La Mer Noire soviétique                                             | Советское Черноморье                      | 1946              | Vladimir Braun                                                                   |
| La peur a de grands yeux                                            | ru:У страха глаза велики                  | 1946              | Olga Khodataïeva                                                                 |
| Plume d'aigle                                                       | ru:Орлиное перо                           | 1946              | Dmitri Naoumovitch Babitchenko (ru)                                              |
| Le Procès de Smolensk                                               | Суд в Смоленске                           | 1946              | Esther Choub                                                                     |
| Queue de paon                                                       | ru:Павлиний хвост                         | 1946              | Leonid Alekseïevitch Amalrik (ru) et Vladimir Polkovnikov                        |
| Salut , Moscou !                                                    | ru:Здравствуй, Москва!                    | 4 mars 1946       | Sergueï Ioutkevitch                                                              |
| Le Serment                                                          | Клятва                                    | 29 juillet 1946   | Mikhaïl Tchiaoureli                                                              |
| Sinegoria                                                           | Синегория                                 | 26 aout 1946      | Erast Garine, Khessia Lokchina                                                   |
| Tribunal des peuples                                                | Суд народов                               | novembre 1946     | Roman Karmen, Elizaveta Svilova                                                  |
| Un capitaine de quinze ans                                          | ru:Пятнадцатилетний капитан (фильм, 1945) | 18 mars 1946      | Vassili Jouravliov                                                               |
| Un ménage en difficulté                                             | Беспокойное хозяйство                     | 15 mai 1946       | Mikhaïl Jarov                                                                    |
| Zigmound Kolossovski                                                | ru:Зигмунд Колосовский                    | 13 février 1946   | Boris Mikhaïlovitch Dmokhovski (ru) et Siguizmound Frantsevitch Navrotski (ru)   |